# Xã Loutre, Quận Montgomery, Missouri
Xã Loutre (tiếng Anh: Loutre Township) là một xã thuộc quận Montgomery, tiểu bang Missouri, Hoa Kỳ. Năm 2010, dân số của xã này là 1.397 người.